# Aplanar la curva

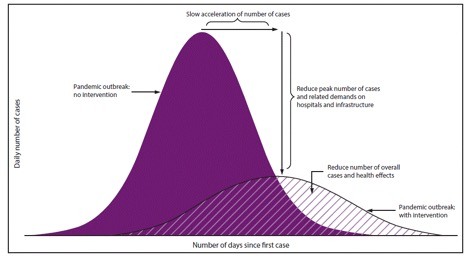
Gráfica adaptada de los Centros para el Control y la Prevención de Enfermedades para visualizar la idea de disminuir la propagación o aplanar la curva de una pandemia. La curva morada oscura muestra una enfermedad que se está extendiendo rápidamente, mientras que la curva rayada muestra una propagación lenta.

«Aplanar la curva» es una estrategia de salud pública que surgió como respuesta inicial a la emergencia por la pandemia de COVID-19. El objetivo de aplanar la curva era ralentizar las infecciones por COVID-19, en lugar de hacer que todos los casos alcancen su punto máximo a la vez. La curva que se aplana es la curva epidemiológica, una representación visual del número de personas infectadas que necesitan atención médica a lo largo del tiempo. Durante una epidemia, un sistema de atención médica puede colapsar cuando el número de personas infectadas excede la capacidad del sistema de salud para cuidarlos. Aplanar la curva se basa en técnicas de mitigación como el distanciamiento físico.

## Curva en COVID-19
La "curva" durante la pandemia de COVID-19 se refiere al número proyectado de personas que contraerán el virus durante un período de tiempo. No se trata de una predicción definitiva de cuántas personas se infectarán, sino de un número teórico que se usa para modelar la propagación del virus. 
La curva toma diferentes formas, dependiendo de la tasa de infección del virus. Podría ser una curva empinada, en la que el virus se propaga exponencialmente (es decir, los recuentos de casos se duplican a un ritmo constante), y el número total de casos se dispara a su pico en unas pocas semanas. Las curvas de infección con una subida pronunciada también tienen una caída pronunciada; después de que el virus infecta a casi todos los que pueden infectarse, los números de casos también comienzan a disminuir exponencialmente.
Cuanto más rápido se eleva la curva de infección, más rápido se sobrecarga el sistema de salud local más allá de su capacidad para tratar a las personas. 
A principios de mayo, el colaborador principal de atención médica de Forbes publicó: "Tenet Healthcare dijo que sus más de 60 hospitales no están siendo abrumados por pacientes enfermos por la cepa coronavirus COVID-19, la última señal de que el sistema de salud de EE. UU. Puede ser eficaz lidiando con la pandemia",  sugiriendo que el objetivo de aplanar la curva a un punto por debajo de la capacidad de atención médica ha alcanzado el éxito inicial.

## Aplanar la curva
COVID-19 es un virus descubierto a finales de 2019 y aún a mitad de 2020 aún se investigaban detalles de su propagación, su gravedad y en qué medida se puede propagar en el planeta. Sin embargo, los médicos y científicos creen que COVID-19 se transmite principalmente de persona a persona. Es decir, cuando las personas están en contacto cercano entre sí (a menos de 2 metros de distancia), o a través de partículas gotas respiratorias producidas cuando una persona infectada tose o estornuda. 
El objetivo clave para aplanar la curva es reducir la propagación de la enfermedad, lo que significa tomar medidas para protegerse y proteger a las personas de su comunidad de la infección.

## Disminuir las tasas de contagio

Medidas de prevención como el distanciamiento social y las órdenes de quedarse en casa reducen y retrasan el pico de casos activos, lo que permite más tiempo para aumentar la capacidad de atención médica y hacer frente mejor a la carga de pacientes

Se han descubierto medidas de prevención de propagación del COVID-19 como el lavado de manos, el distanciamiento social, el aislamiento y la desinfección. Estas medidas reducen las infecciones diarias y, por lo tanto, aplanan la curva epidémica. Una curva aplanada con éxito extiende las necesidades de atención médica con el tiempo y el pico de hospitalizaciones bajo la línea de capacidad de atención médica. Al hacerlo, los recursos, ya sean materiales o humanos, no están agotados ni faltan. En los hospitales, es para que el personal médico utilice los equipos y procedimientos de protección adecuados, pero también para separar a los pacientes contaminados y los trabajadores expuestos de otras poblaciones para evitar la propagación al interior del hospital.

## Elevar la línea
Junto con los esfuerzos para aplanar la curva, se encuentra la necesidad de un esfuerzo paralelo para "elevar la línea" para aumentar la capacidad del sistema de atención médica. La capacidad de atención de la salud puede aumentar elevando equipos, personal, proporcionando telemedicina, atención domiciliaria y educación sanitaria al público. Los procedimientos electivos pueden cancelarse para liberar equipos y personal.

## Efectividad
En 1918, se logró aplanar la curva cuando una cepa de influenza conocida como gripe española causó una pandemia mundial. Para ver cómo se desarrolló, podemos ver dos ciudades de EE. UU., Filadelfia y St. Louis, dijo a NPR.org Drew Harris, investigador de salud de la población de la Universidad Thomas Jefferson de Filadelfia.
En Filadelfia, los funcionarios de la ciudad ignoraron las advertencias de los expertos en enfermedades infecciosas de que la gripe ya se estaba propagando en la comunidad. En cambio, la ciudad realizó con un desfile masivo que reunió a cientos de miles de personas. "En 48, 72 horas, miles de personas en la región de Filadelfia comenzaron a morir" afirma Harris.
Mientras tanto, en St. Louis, los funcionarios de la ciudad implementaron rápidamente estrategias de aislamiento social. El gobierno cerró las escuelas, limitó los viajes y promovió la higiene personal y el distanciamiento social. Como resultado, la ciudad vio solo 2000 muertes, una octava parte de las víctimas en Filadelfia.